# Courcemont
Courcemont – miejscowość i gmina we Francji, w regionie Kraj Loary, w departamencie Sarthe.
Według danych na rok 1990 gminę zamieszkiwało 556 osób, a gęstość zaludnienia wynosiła 29 osób/km² (wśród 1504 gmin Kraju Loary Courcemont plasuje się na 816. miejscu pod względem liczby ludności, natomiast pod względem powierzchni na miejscu 581.).